# 幽州刺史部
幽州刺史部，是漢朝十三州刺史部之一，州治在薊縣（今北京市西南）。漢代州域範圍大致是今日的河北省北部，北京市全部，天津市、遼寧省、吉林省各一部分，北朝鮮大部分。

## 名稱由來
「幽州」，傳說是舜在《禹貢》九州域內，析出幽、并、營3州，大體指古代燕國一帶（含遼東及遼西）。《周禮·職方》載：「東北曰幽州。」《呂氏春秋》云：「北方為幽州，燕也。」

## 西漢幽州刺史部
西漢時，領廣陽國、涿郡、勃海郡、上谷郡、漁陽郡、右北平郡、遼西郡、遼東郡、樂浪郡、玄菟郡10個郡國。

## 東漢幽州刺史部
東漢時，領廣陽郡、涿郡、代郡、上谷郡、漁陽郡、右北平郡、遼西郡、遼東郡、樂浪郡、玄菟郡、遼東屬國11個郡國。

## 幽州刺史
- 王骏（汉元帝末、汉成帝初）
- 苗曾（更始帝时）
- 朱浮（汉光武帝建武元年至二年、25年—26年）
- 冯焕（汉安帝建光年间）
- 庞参（汉安帝建光年间）
- 张敬（汉桓帝延熹年间）
- 杨熹（汉灵帝熹平六年、177年）
- 朱龟（汉灵帝时）
- 陶谦（汉灵帝时）
- 郭勋（汉灵帝中平元年、184年）
- 芳乘（汉灵帝时）
- 刘虞（汉灵帝中平五年至汉献帝初平四年、187年—193年）
- 段训（汉献帝初平四年、193年）
- 袁熙（汉献帝建安初年）
- 常林（汉献帝建安中叶）[2]

### 地圖
- 譚其驤等编：《中國歷史地圖集》，1991年，曉園出版社。ISBN：9571201987
- Google地圖[]

## 脚注
1. ↑  《晉書·卷十四·志第四·地理上》“帝堯時，禹平水土，以爲九州。虞舜登庸，厥功彌劭，表提類而分區宇，判山河而考疆域，冀北創并部之名，燕齊起幽營之號，則書所謂肇十有二州，封十有二山者也。
2. ↑  严耕望《两汉太守刺史表》